# Barrage de Jigouli-Kouïbychev
Le barrage de Jigouli-Kouïbychev (en russe : Жигули Куйбышев), nommé aussi barrage de Kouïbychev, barrage de Samara ou barrage de Jigouliovsk, est un barrage sur la Volga, à sa confluence avec la Kama, en Russie. Il est bordé par les monts Jigouli. 

## Histoire
La construction du barrage commença en 1950 et se termina en 1957. Long de 2 800 m et haut de 52 m, il est associé à une centrale hydroélectrique d'une capacité de 2 488 MW. Il est géré par RusHydro. Il crée le réservoir de Kouïbychev.

## Description
Le barrage permet à la route (M5/E30) et au chemin de fer de franchir la Volga et relier ainsi les villes de Togliatti (située au nord sur la rive gauche) et de Jigouliovsk (sur la rive droite au sud).